# Людмила Мокаселе
Людмила Макасселе (*нар. 29 січня 1951) — правниця, викладачка, прокурорка Мозамбіку українського походження.

## Життєпис
Народилася на території Російської Радянської Федеративної Соціалістичної республіки, що входила до СРСР. За походженням українка. Батько Павло Словохотов був нащадком оренбурзьких козаків. Бабуся Людмили була двоюрідною сестрою українського поета Павла Тичини. У 1970-х мешкала у Латвії (м. Даугавпілс), де одружилася. 1979 року перебралася до Києва.
У 1985 році закінчила правничий факультет Київського державного університету (тепер Київський національний університеті імені Тараса Шевченка). Під час навчання закохалася в мозамбікця, з яким у 1988 році переїхала до Мозамбіку. Тоді Людмила була лише восьмою жінкою з СРСР, яка проживала у країні. Невдовзі розлучилася.
Спочатку викладала правознавство і право у єдиному на той час державному Університеті імені Едуарда Мондлане. Щоб набратися досвіду і досконально вивчити португальську, рік безкоштовно пропрацювала в адвокатській конторі. 1992 році до неї приєдналися сини.
У 1993 році їй запропонували працювати у прокуратурі столиці держави Мапуту. Працювала у різних департаментах прокуратури (від кримінальних злочинів до побутових справ). Тут Людмила Мокаселе працювала протягом 22 років. Одружилася з місцевим португальцем.
У 2015 році була призначена заступницею Генерального прокурора Мозамбіку з питань прокурорського нагляду.